# Pontifício Colégio Pio Latino-americano
O Pontifício Colégio Pio Latino-americano é uma universidade eclesiástica destinada à formação de candidatos ao sacerdócio e à especialização de sacerdotes oriundos das dioceses de toda a América Latina. Fundado em 21 de novembro de 1858, o colégio foi uma iniciativa do monsenhor chileno José Ignacio Eyzaguirre Portales , que obteve autorização do Papa Pio IX para realização do projeto. Desde 1859, a direção e administração do colégio está a cargo da Companhia de Jesus.